# Disputation
Disputation (af latin disputare, afhandle) er en ordkamp, navnlig en offentlig ført ordstrid, under hvilken de disputerende, disputanterne eller disputatorerne, forsvarer eller angriber den opstillede sætning, der er genstand for disputatsen. Præses (præsidens) opstiller de sætninger (theses, teser), han vil forsvare, og opponenterne angriber.
I tidligere tider var sådanne disputationer meget benyttede som forsøg på at komme på det rene med hensyn til afvigende meninger. De anvendtes også som øvelser ved universiteter, kollegier og højere skoler. Universitetets professorer var således tidligere forpligtede til jævnlig at disputere over emner indenfor deres videnskab, og der tillagdes disse dialektiske kamplege stor betydning. De repræsenterede en væsentlig del af livet og tankerøret ved universitetet. I disse tankens fægteøvelser eller åndelige turneringer, tankelivets modbillede til ridderskabets, var der lejlighed til at øve sig i latin og veltalenhed (retorik), til at forbavse ved nye, sindrige argumenter eller snilde påfund og til at glimre ved slagfærdighed i replikken, og de var naturlige på en tid, da videnskaben mere var refleksioner over guddommelige og menneskelige ting end egentlig streng metodisk opbygget videnskab, men udartede for øvrigt tit til rabulisteri og tomt ordkløveri. (Holberg satiriserer herover, bl.a. i Erasmus Montanus, 1723.)
Navnlig var erhvervelsen af akademiske værdigheder og rettigheder betinget ved forudgående forsvar gennem en disputation og i denne betydning har disputation holdt sig ganske ungdomsfrisk indtil vore dage. Den, der ønsker at erhverve sig en akademisk grad og opfylder betingelserne for, at den kan tilstedes ham, indsender til fakultetet en disputats, dvs. en afhandling, der er skrevet for erhvervelsen af den akademiske værdighed, og er denne antaget af fakultetet som værdig til at forsvares for vedkommende grad, disputerer han offentlig for graden, idet officielle opponenter og opponenter af tilhørerkredsen (ex auditorio) angriber præses, der forsvarer og bider fra sig efter evne. Denne procedure gælder dog i dag kun for erhvervelsen af doktorgrad og ph.d.
Der blinker ej Staalet, der drages ej Kniv, – Det gælder dit Hoved, men ikke dit Liv (Poul Martin Møller).